# ۱۳ آوریل
۱۳ آوریل صد و سومین (در سال‌های کبیسه صد و چهارمین) روز سال در گاه‌شماری میلادی است. ۲۶۲ روز تا پایان سال باقی‌است.

## رویدادها
- ۱۲۴۱ - مغول‌ها منطقه کراکو در لهستان را تصرف کردند.
- ۱۴۰۱ - تیمور دمشق را تصرف کرد.
- ۱۹۴۱ - جنگ جهانی دوم: امضای پیمان بی‌طرفی بین امپراتوری ژاپن و شوروی

## زادروزها
- ۱۸۸۲ – اوگوستن رنژوال، دوچرخه‌سوار اهل فرانسه (د. ۱۹۶۷)
- ۱۹۰۹ – یودورا ولتی، رمان‌نویس آمریکایی

## درگذشت‌ها
- ۲۰۱۵ - گونتر گراس، نویسنده آلمانی